# Пітеркіно
Піте́ркіно (рос. Питеркино, чув. Питĕркасси) — присілок у Чувашії Російської Федерації, центр Пітеркінського сільського поселення Красночетайського району.
Населення — 647 осіб (2010; 736 в 2002, 1145 в 1979, 1767 в 1939, 1591 в 1926, 1163 в 1897, 794 в 1859). Національний склад — чуваші, росіяни.
Національний склад (2002):
- чуваші — 98 %

## Історія
Історичні назви — Пітіркіно, Петрушкино. До 1835 року селяни мали статус державних, до 1863 року — удільних, займались землеробством, тваринництвом, ковальством, бондарством, слюсарством, виробництвом одягу та смоли. На початку 20 століття діяло 10 вітряків, шерстобійня, олійня, 2 дігтярні, крупорушка. 1930 року створено колгосп «імені Калініна». До 1918 року присілок входив до складу Курмиської (у період 1835–1863 років у складі Курмиського удільного приказу), до 1920 року — Красночетаївської волості Курмиського, до 1927 року — Ядринського повітів. З переходом на райони 1927 року — спочатку у складі Красночетайського, у період 1962–1965 років — у складі Шумерлинського, після чого знову переданий до складу Красночетайського району.

## Господарство
У присілку діють школа, дитячий садок, фельдшерсько-акушерський пункт, клуб, бібліотека, пошта, їдальня та 2 магазини.